# 305-ös busz
A 305-ös számú elővárosi autóbusz Budapest, Újpest-Városkapu és Dunakeszi, Horányi rév között közlekedik, Dunakeszi, Auchan Áruház érintésével. A járatot a MÁV Személyszállítási Zrt. üzemelteti.
A járat elsődleges feladata Dunakesziről a hajnali és késő esti órákban az Auchan áruházban és a környékén dolgozók munkahelyükre való szállítása. Az Auchan és Újpest között csak napi 1-2-szer közlekedik. A viszonylat betétjáratának a 306-os busz tekinthető. A járat Budapest közigazgatási határán belül Budapest-bérlettel (BB) igénybe vehető. Az Auchan zárva tartása esetén a járat nem közlekedik.
2009. június 16-án Dunakeszi térségében is bevezették a budapesti agglomerációs forgalmi térségben alkalmazott egységes járatszámozásos rendszert. A 305-ös járat a 306-os járattal együtt korábban a 2006-os számú járatba volt integrálva.

## Megállóhelyei
Az átszállási kapcsolatok között az azonos útvonalon közlekedő 306-os busz nincs feltüntetve.
| 305 (Budapest, Újpest-Városkapu – Dunakeszi, Auchan Áruház – Dunakeszi, Horányi rév)                 | 305 (Budapest, Újpest-Városkapu – Dunakeszi, Auchan Áruház – Dunakeszi, Horányi rév) | 305 (Budapest, Újpest-Városkapu – Dunakeszi, Auchan Áruház – Dunakeszi, Horányi rév) | 305 (Budapest, Újpest-Városkapu – Dunakeszi, Auchan Áruház – Dunakeszi, Horányi rév) | 305 (Budapest, Újpest-Városkapu – Dunakeszi, Auchan Áruház – Dunakeszi, Horányi rév) | 305 (Budapest, Újpest-Városkapu – Dunakeszi, Auchan Áruház – Dunakeszi, Horányi rév) | 305 (Budapest, Újpest-Városkapu – Dunakeszi, Auchan Áruház – Dunakeszi, Horányi rév) | 305 (Budapest, Újpest-Városkapu – Dunakeszi, Auchan Áruház – Dunakeszi, Horányi rév) |
| Perc (↓)                                                                                             | Perc (↓)                                                                             | Perc (↓)                                                                             | Megállóhely                                                                          | Perc (↑)                                                                             | Perc (↑)                                                                             | Átszállási kapcsolatok |                                                                                      |
| --- | ------------------------------------------------------------------------------------ | ------------------------------------------------------------------------------------ | ------------------------------------------------------------------------------------ | ------------------------------------------------------------------------------------ | ------------------------------------------------------------------------------------ | --- | ------------------------------------------------------------------------------------ |
| ∫ | 0                                                                                    | 0                                                                                    | Budapest, Újpest-Városkapu (XIII. kerület) végállomás                                | ∫                                                                                    | 32                                                                                   | 104, 104A, 121, 122E, 196, 196A, 204 300, 302, 303, 308, 309, 310, 312, 313, 314, 315, 316, 318, 319, 320, 321, 872, 880, 882, 883, 884, 889, 890, 893 1010, 1011, 1013, 1014 S72 Z72 S76 |                                                                                      |
| ∫ | 2                                                                                    | 2                                                                                    | Budapest, Károlyi István utca                                                        | ∫                                                                                    | 30                                                                                   | 104, 104A, 196, 204 300, 301, 302, 303, 308, 309, 310, 311, 312 |                                                                                      |
| ∫ | 3                                                                                    | 3                                                                                    | Budapest, Zsilip utca                                                                | ∫                                                                                    | 29                                                                                   | 104, 104A, 196, 204 300, 301, 302, 303, 308, 309, 310, 311, 312 |                                                                                      |
| ∫ | 5                                                                                    | 5                                                                                    | Budapest, Tungsram                                                                   | ∫                                                                                    | 27                                                                                   | 96, 104, 104A, 204 300, 301, 302, 303, 308, 309, 310, 311, 312, 872, 880, 882, 883, 884, 889, 890, 893                                                                                    |                                                                                      |
| ∫ | 7                                                                                    | 7                                                                                    | Budapest, Fóti út                                                                    | ∫                                                                                    | 25                                                                                   | 96, 104, 104A, 204 300, 301, 302, 303, 308, 309, 310, 311, 312, 872, 880, 882, 883, 884, 889, 890, 893                                                                                    |                                                                                      |
| ∫ | 8                                                                                    | 8                                                                                    | Budapest, Ungvári utca                                                               | ∫                                                                                    | 24                                                                                   | 104, 104A, 204 300, 301, 302, 303, 308, 309, 310, 311, 312 |                                                                                      |
| ∫ | 9                                                                                    | 9                                                                                    | Budapest, Bagaria utca                                                               | ∫                                                                                    | 23                                                                                   | 104, 104A, 204 300, 301, 302, 303, 308, 309, 310, 311, 312 |                                                                                      |
| Budapest–Dunakeszi közigazgatási határa                                                              |                                                                                      |                                                                                      |                                                                                      |                                                                                      |                                                                                      | |                                                                                      |
| 0 | 18                                                                                   | 18                                                                                   | Dunakeszi, Auchan Áruház végállomás                                                  | 15                                                                                   | 16                                                                                   | 104, 126 |                                                                                      |
| 2 | 20                                                                                   | 20                                                                                   | Dunakeszi, Pallag utca                                                               | 13                                                                                   | 13                                                                                   | |                                                                                      |
| 5 | 23                                                                                   | 23                                                                                   | Dunakeszi, városháza                                                                 | 9                                                                                    | 9                                                                                    | 300, 301, 302, 303 |                                                                                      |
| 6 | 24                                                                                   | 24                                                                                   | Dunakeszi, Szakorvosi Rendelő                                                        | 7                                                                                    | 7                                                                                    | 300, 301, 302, 303, 324, 325, 371 |                                                                                      |
| 7 | 25                                                                                   | ∫                                                                                    | Dunakeszi, benzinkút                                                                 | 6                                                                                    | 6                                                                                    | 300, 302, 324, 325, 371 |                                                                                      |
| A szürke hátterű megállókat kizárólag a 16:05-kor, Budapest, Újpest-Városkaputól induló busz érinti. |                                                                                      |                                                                                      |                                                                                      |                                                                                      |                                                                                      | |                                                                                      |
| ∫ | ∫                                                                                    | 27                                                                                   | Dunakeszi, Barátság utca 9.                                                          | ∫                                                                                    | ∫                                                                                    | 302, 303, 324, 325, 371 |                                                                                      |
| ∫ | ∫                                                                                    | 28                                                                                   | Dunakeszi, Barátság utca 39.                                                         | ∫                                                                                    | ∫                                                                                    | 302, 303, 324, 325, 371 |                                                                                      |
| 9 | 27                                                                                   | 29                                                                                   | Dunakeszi, templom                                                                   | 5                                                                                    | 5                                                                                    | 300, 301, 302, 324, 325, 371 |                                                                                      |
| 10                                                                                                   | 28                                                                                   | 30                                                                                   | Dunakeszi, Liget utca                                                                | 3                                                                                    | 3                                                                                    | 300, 301, 302, 371 |                                                                                      |
| 11                                                                                                   | 29                                                                                   | 31                                                                                   | Dunakeszi, sportpálya                                                                | 2                                                                                    | 2                                                                                    | 300, 301, 302 |                                                                                      |
| 13                                                                                                   | 31                                                                                   | 33                                                                                   | Dunakeszi, Horányi rév végállomás                                                    | 0                                                                                    | 0                                                                                    | 300, 301, 302, 371 |                                                                                      |